# Microfreudea cyclica
Microfreudea cyclica is een keversoort uit de familie lieveheersbeestjes (Coccinellidae). De wetenschappelijke naam van de soort is voor het eerst geldig gepubliceerd in 1985 door Fürsch.